# Fiskebäcks kapell
Fiskebäcks kapell är en kyrkobyggnad som tillhör Habo församling i Skara stift. Det ligger i samhället Fiskebäck strax söder om centralorten i Habo kommun.

## Historia
Fiskebäck var på medeltiden en egen socken, men kom att uppgå i Habo. Äldsta kyrkan på platsen var en träkyrka, som enligt traditionen uppfördes av en adelsdam som räddades ur sjönöd. Omkring år 1623 ödelades kyrkan av en brand och i dess ställe uppfördes en korskyrka av liggtimmer. År 1780 flyttades kyrkan till den nybildade socknen Gustaf Adolf samtidigt som Fiskebäcks socken och församling uppgick i Habo socken och församling. På museet i Skara står idag en dopfunt som stått i Fiskebäcks kyrka och som man tror härstammar från 1100-talet. I kyrkan skall även ett tyskt altarskåp ha funnits som idag finns på Historiska museet i Stockholm. 
Under många år fanns det ingen kyrka, utan endast kyrkogård, i Fiskebäck, innan nuvarande kapell på platsen invigdes den 2 december 1939.

## Kyrkobyggnaden
Träkapellet är ritat av arkitekt Martin Westerberg och var ursprungligen avsett som gravkapell. Byggnaden vilar på en svartmålad betongsockel och består av ett långhus med ett smalare rakt avslutat kor i norr. Fasaderna är klädda med rödmålad stående träpanel. Långhuset och det lägre koret har branta sadeltak som täcks av enkupigt lertegel. Mitt på långhusets tak vilar en särpräglad, mycket hög, fyrsidig takryttare med en spetsig tornspira.
Kyrkorummet har vitmålade väggar, mittgång och fasta bänkkvarter. Altaret finns i det lilla separata koret vid fondväggen. 

## Klockstapel
Väster om kapellet står en klockstapel som sannolikt uppfördes på 1600-talet. Den reparerades 1931 under ledning av arkitekt Göran Pauli, då ny panel tillkom och stommens rötskadade delar ersattes.

## Inventarier
- En dopfunt som anses härstamma från 1100-talet förvaras numera vid Västergötlands museum. Den stod tidigare i Fiskebäcks kyrka.
- Ett tyskt altarskåp från 1400-talet fanns tidigare i Fiskebäck, men förvaras numera på Statens historiska museum.
- Vid korgaveln finns en porträttgravhäll över Per Brahe den yngres hauptman på Visingsborg.

## Orgel
På golvet i kyrkans södra del står en orgel som 2007 övertogs från Sankt Johannes kyrka, Habo. Den tillverkades 1968 av A. Magnusson Orgelbyggeri AB och är i originalskick förutom en självständig pedal som byggdes till i samband med flytten. Orgeln är mekanisk och har sex stämmor fördelade på manual och pedal.
| Manual (C-g3)      | Pedal (C-d1) | Koppel  |
| ------------------ | ------------ | ------- |
| Gedackt 8' B/D     | Subbas 16'   | Man/Ped |
| Koppelflöjt 4' B/D |              |         |
| Principal 2' B/D   |              |         |
| Nasat 1 1/3' B/D   |              |         |
| Cymbel 2 chor      |              |         |